# Luciano Abecasis
Luciano Andrés Abecasis (Rosario, 4 giugno 1990) è un calciatore argentino, difensore dell'Independiente Rivadavia.

## Biografia
Abecasis è figlio del comico argentino Chiqui Abecasis, di origini ebraiche marocchine. Possiede inoltre il passaporto italiano).

## Caratteristiche tecniche
Di ruolo terzino destro, è molto aggressivo, oltre a disporre di forza e piedi discreti.

## Carriera
Inizia a giocare nel Rosario Central ma in seguito alla retrocessione dei gialloblu in Primera B Nacional, nel 2010 passa al River Plate grazie a un gruppo impresario che ne preleva il 50 % del cartellino e alla forte volontà di César Laraignée, allenatore delle giovanili dei Millonarios. Debutta in prima squadra da titolare il 17 agosto 2011 in River Plate-Chacarita Juniors 1-0 venendo sostituito da Alexis Ferrero al minuto 88.
Il 2 febbraio 2015 viene ceduto in prestito al Pescara. Il 16 maggio 2015 esordisce con gli abruzzesi in occasione della sconfitta per 2-1 contro il Varese.
Terminato il prestito fa ritorno in Argentina rescinde con il River Plate per accasarsi al Godoy Cruz il 19 novembre 2015. L'8 maggio 2019 annuncia la sua partenza dal club.
Il 26 giugno 2019 firma per il Lanús.
Al Lanús trova poco spazio, indi per cui il 17 gennaio 2020 viene ceduto al Libertad.
Il 17 febbraio 2021 firma per i S.J. Earthquakes.

## Palmarès

### Club

#### Competizioni nazionali
- Primera B Nacional: 2

River Plate: 2011-2012
Independiente Rivadavia: 2023